# Saint-Léger-du-Bois
Saint-Léger-du-Bois ist eine französische Gemeinde mit 511 Einwohnern (Stand: 1. Januar 2022) im Département Saône-et-Loire in der Region Bourgogne-Franche-Comté (vor 2016 Bourgogne). Sie gehört zum Arrondissement Autun und zum Kanton Autun-1 (bis 2015 Kanton Épinac).

## Geographie
Saint-Léger-du-Bois liegt etwa 13 Kilometer nordöstlich von Autun. Nachbargemeinden von Saint-Léger-du-Bois sind Viévy im Norden und Nordosten, Sully im Süden und Osten, Curgy im Westen und Südwesten, Dracy-Saint-Loup im Westen sowie Igornay im Nordwesten.

## Bevölkerungsentwicklung
| Jahr                      | 1962 | 1968 | 1975 | 1982 | 1990 | 1999 | 2006 | 2013 |
| Einwohner                 | 646  | 576  | 585  | 533  | 563  | 522  | 532  | 549  |
| Quelle: Cassini und INSEE |      |      |      |      |      |      |      |      |

## Sehenswürdigkeiten
- Schloss Champsigny
- Schloss Lally, Monument historique

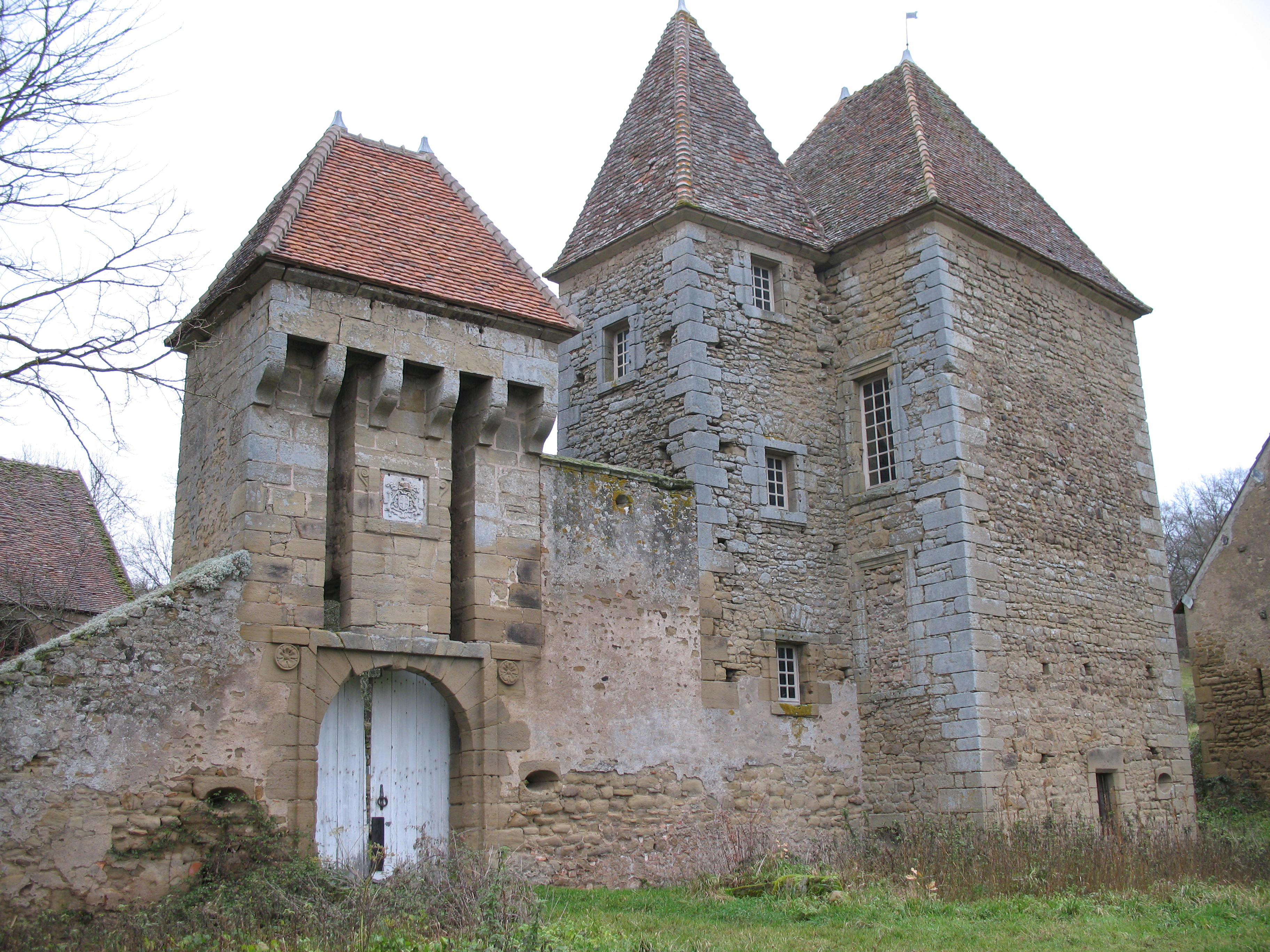
Schloss Champsigny
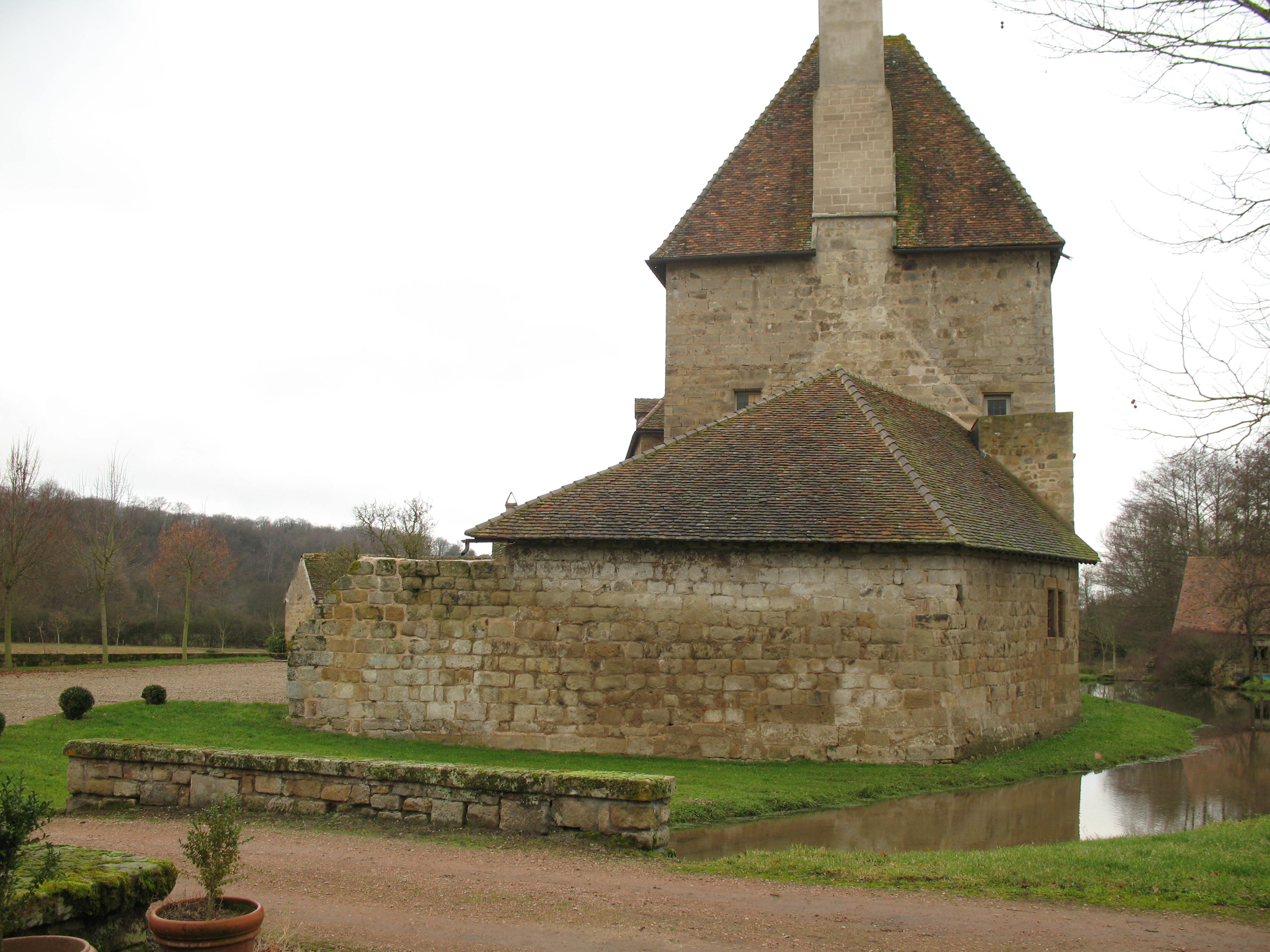
Schloss Lally